# Марк Кіртон
Марк Кіртон (англ. Mark Kirton; 3 лютого 1958, Реджайна — 17 серпня 2025) — канадський хокеїст, що грав на позиції центрального нападника.

## Ігрова кар'єра
Професійну хокейну кар'єру розпочав 1978 року.
1978 року був обраний на драфті НХЛ під 48-м загальним номером командою «Торонто Мейпл-Ліфс».
Протягом професійної клубної ігрової кар'єри, що тривала 12 років, захищав кольори команд «Торонто Мейпл-Ліфс», «Детройт Ред-Вінгс» та «Ванкувер Канакс».

## Статистика НХЛ
| Сезон        | Клуб                 | Ліга         | Регулярний сезон | Регулярний сезон | Регулярний сезон | Регулярний сезон | Регулярний сезон | Плей-оф | Плей-оф | Плей-оф | Плей-оф | Плей-оф |
| Сезон        | Клуб                 | Ліга         | І                | Г                | П                | О                | ШХ               | І       | Г       | П       | О       | ШХ      |
| ------------ | -------------------- | ------------ | ---------------- | ---------------- | ---------------- | ---------------- | ---------------- | ------- | ------- | ------- | ------- | ------- |
| 1979–80      | «Торонто Мейпл-Ліфс» | НХЛ          | 2                | 1                | 0                | 1                | 2                | —       | —       | —       | —       | —       |
| 1980–81      | «Торонто Мейпл-Ліфс» | НХЛ          | 11               | 0                | 0                | 0                | 0                | —       | —       | —       | —       | —       |
| 1980–81      | «Детройт Ред-Вінгс»  | НХЛ          | 50               | 18               | 13               | 31               | 24               | —       | —       | —       | —       | —       |
| 1981–82      | «Детройт Ред-Вінгс»  | НХЛ          | 74               | 14               | 28               | 42               | 62               | —       | —       | —       | —       | —       |
| 1982–83      | «Детройт Ред-Вінгс»  | НХЛ          | 10               | 1                | 1                | 2                | 6                | —       | —       | —       | —       | —       |
| 1982–83      | «Ванкувер Канакс»    | НХЛ          | 31               | 4                | 6                | 10               | 4                | 4       | 1       | 2       | 3       | 7       |
| 1983–84      | «Ванкувер Канакс»    | НХЛ          | 26               | 2                | 3                | 5                | 2                | —       | —       | —       | —       | —       |
| 1984–85      | «Ванкувер Канакс»    | НХЛ          | 62               | 17               | 5                | 22               | 21               | —       | —       | —       | —       | —       |
| Усього в НХЛ | Усього в НХЛ         | Усього в НХЛ | 266              | 57               | 56               | 113              | 121              | 4       | 1       | 2       | 3       | 7       |